# 桑格奥莱
桑格奥莱（Sangole），是印度马哈拉施特拉邦Solapur县的一个城镇。总人口28103（2001年）。

## 人口
该地2001年总人口28103人，其中男性14549人，女性13554人；0—6岁人口3995人，其中男2088人，女1907人；识字率67.85%，其中男性为74.58%，女性为60.62%。